# Демодекс
Demodex(лат.) або Залозник — рід паразитичних кліщів, що живуть всередині або біля волосяних фолікулів ссавців. Відомі близько 65 видів роду Demodex; це одні із найдрібніших членистоногих. Відомо два види, що мешкають на людині: Demodex folliculorum та Demodex brevis; обидва часто називаються вієвими кліщами. Demodex canis мешкає на домашніх собаках. Інфестація представниками цього роду повсюдна і звичайно перебігає без симптомів, хоча інколи кліщі сприяють розвитку деяких шкірних захворювань. Лікується за допомогою емульсії бензилбензоату.

## Demodex folliculorumтаDemodex brevis
Demodex folliculorum та Demodex brevis звичайно виявляється на людях. D. folliculorum вперше було описано в 1842 році Густавом Симоном; D. brevis був розпізнаний як окремий вид в 1963 році Акбулатовою. D. folliculorum мешкає в волосяних сумках, тоді як D. brevis — в сальних залозах, пов'язаних з волосяними сумками. Обидвох знаходять переважно на лиці, біля носа, вій и брів, але також вони зустрічаються в будь-яких інших місцях тіла.
Дорослі кліщі досягають всього 0,3—0,4 мм, D. brevis дещо коротші, ніж D. folliculorum. У них напівпрозоре витягнуте тіло, що складається з двох злитних відділів. На передньому відділі розміщені вісім коротких сегментованих лапок. Тіло вкрите лускою, що допомагає закріплятися в волосяному фолікулі; за допомогою спицевидного ротового апарата кліщ поїдає клітини шкіри, гормони і жири (секрет сальних залоз), накопичені в волосяних сумках. Кліщ може покинути фолікул і пересуватися по шкірі зі швидкістю 8—16 мм/год (переважно вночі, бо вони стараються уникати світла).
Самки Demodex folliculorum дещо коротші та кругліші від самців. І у самок, і у самців Demodex є статевий отвір, запліднення внутрішнє.
Спарювання відбувається в усті фолікула, яйця кліщі відкладають всередині волосяного фолікула або сальної залози. Шестиногі личинки вилуплюються через 3—4 дні, розвиваються до дорослих особин за тиждень. Всього кліщ Demodex живе кілька тижнів, після чого його труп розкладається всередині фолікула чи сальної залози.
Ураженість кліщем збільшується з віком: їх носить третина дітей і молоді, половина дорослих і 2/3 літніх. Можливо, менша ураженість дітей відбувається через те, що вони виділяють набагато менше шкірного сала. Обстеження на кліща відбувається шляхом акуратного висмикування вії чи волоска з брови і дослідження його під мікроскопом.

## Кліщі в людини
Кліщі передаються при дотику волосся, брів і сальних залоз в області носа. Різні види тварин переносять різні види демодексу; відомий лише один викликаний ним зооноз.
В переважній більшості випадків наявність кліщів непомітна і не супроводжується жодними симптомами, але в окремих випадках, зазвичай у зв'язку з пригніченням імунної системи, пов'язаним з хворобою або стресом, чисельність кліщів різко зростає, що призводить до стану, відомого як демодекоз. Він характеризується сверблячкою, запаленням та іншими проблемами на шкірі. Блефарит (запалення повік) також може викликатися кліщами Demodex.
Є приводи вважати, що кліщі Demodex пов'язані з проявом деяких форм рожевих вугрів, ймовірно, через присутність бактерій Bacillus oleronius, що виявляються в кліщах.

## Demodex canis

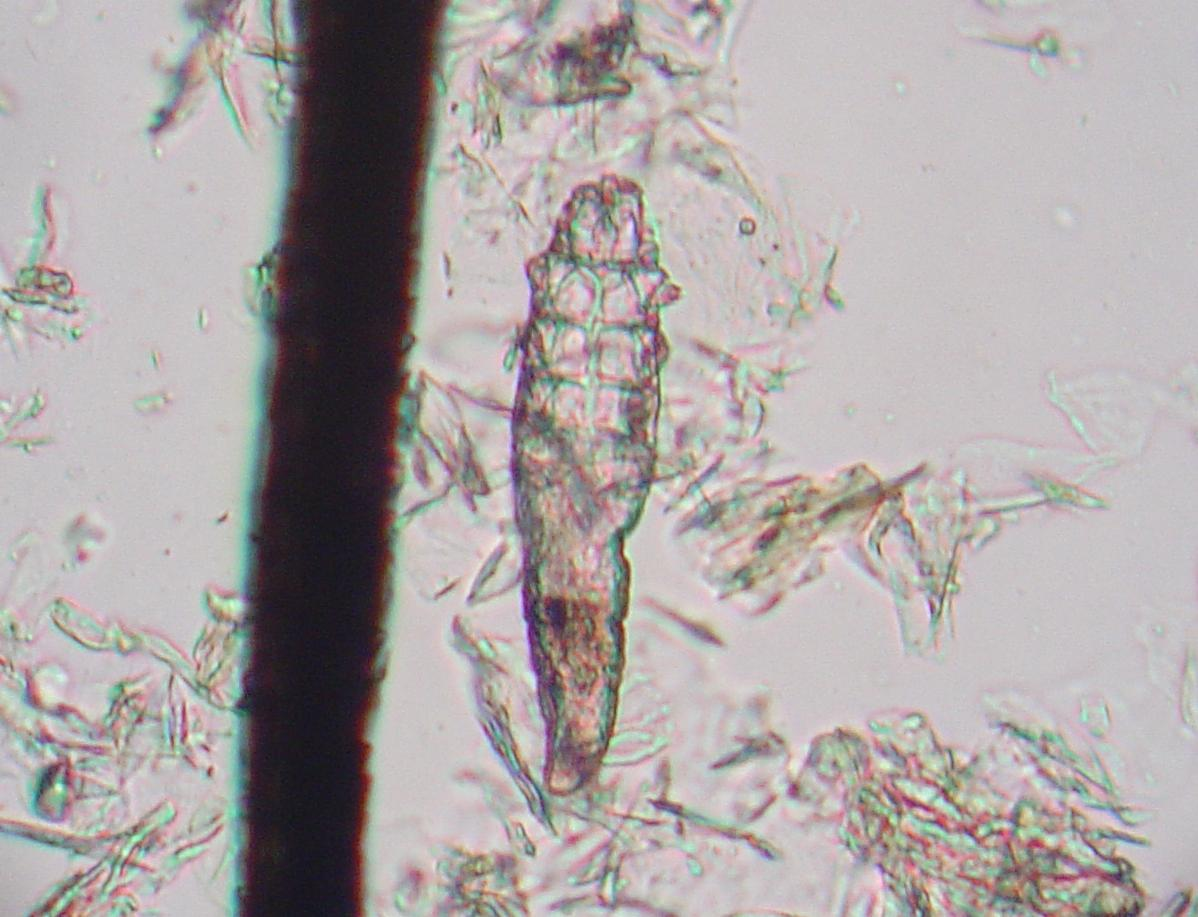
Demodex canis

Кліщі виду Demodex canis мешкають переважно на домашніх собаках, але інколи вражають і людей. Хоча більшість інфестацій коменсальні і тому безсимптомні, вони можуть призвести до стану демодекозу.
Ці кліщі мешкають достатньо глибоко в дермі і передача зазвичай можлива лише при тривалому прямому контакті, наприклад від суки до щеняти при годуванні молоком. Відповідно, на початковій стадії найбільш звичні місця ураження демодекозом — морди, передні лапи, області очних орбіт.